# Läckö län

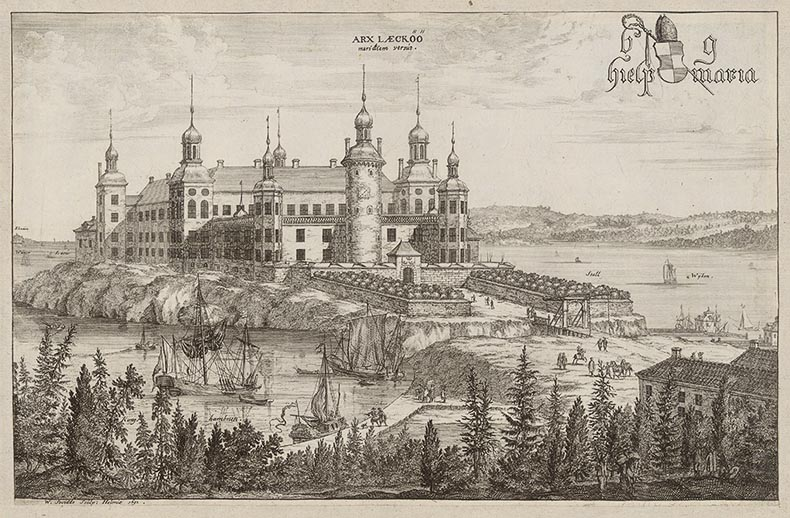
Läckö slott 1689

Läckö län var ett slottslän i Västergötland. Det fanns sedan 1300-talet, då Sverige ingick i Kalmarunionen. Länets administrativa centrum  var Läckö slott.
Länet omfattning har varierat över tiden. I slutet av medeltiden omfattad det Kållands, Kinne och Skånings härader. På 1530 tillfördes Åse härad och 1550 Viste härad och 1536-1543 även Gäsene härad. Slutligen fördes Skåning ut 1559. 1616 skedde nya förändringar då Åse och Viste fördes ut meden Skånings, Barne och Laske härader tillfördes.
Slottslänet upphörde när Skaraborgs län bildades 1634 där då denna del ingick.